# Champtauroz
Champtauroz är en ort och kommun  i distriktet Broye-Vully i kantonen Vaud, Schweiz. Kommunen har 188 invånare (2023).